# 김책 (1978년)
김책(1978 ~ )은 대한민국의 드러머, 재즈 음악가, 대학 교수이다.
부산대학교 예술대학에서 국악이론 학사,서울대학교 사회과학대학에서 인류학석사, 서울대학교 사범대학에서 음악교육학 박사를 수료하였다.
<한국 재즈학의 지위와 의미에 관한 음악교육학적 재고찰> 논문으로 2016 한국음악교육학회 차세대 우수논문상을 수상하였으며, 김책-정재일 이중주음반 <The Methodologies>는 2010년 한국대중음악상 최우수 재즈연주음반상을 수상하였다.

## 음반 목록
- 2017 김책 & 김성은 / The Reflexive Dialogues
- 2017 김책 & 탁경주 - 스칸디나비안풍의 니그리튜드
- 2015 더 사우스 코리안 리듬 킹스 (The South Korean Rhythm Kings)
- 2014 옥스포드풍의 나례(儺禮) / flying signifier : no museum piece
- 2012 김책 & 오정수 - 나의 발견
- 2010 박진영 트리오 - Graceful River
- 2009 김책, 정재일 - The Methodologies
- 2006 One Night Trio. 1집 - One Night Trio